# Nagrada HAZU
Nagrada Hrvatske akademije znanosti i umjetnosti za najviša znanstvena i umjetnička dostignuća u Republici Hrvatskoj, također poznata i kao Nagrada HAZU, godišnja je nagrada koju Hrvatska akademija znanosti i umjetnosti dodjeljuje za izniman doprinos u znanosti i umjetnosti u područjima društvenih znanosti, prirodnih znanosti i matematike, medicinskih znanosti, filoloških znanosti, književnosti, likovnih umjetnosti, glazbenih umjetnosti i tehničkih znanosti.
Nagradu je moguće osvojiti kao pojedinac ili kao dio nagrađene grupe, primjerice kod suautorstva. Unutar jednog područja moguće je dodijeliti više nagrada.

## Utemeljenje nagrade
Hrvatska akademija znanosti i umjetnosti (HAZU) čelna je hrvatska akademija, utemeljena 29. travnja 1861. godine (kao JAZU, Jugoslavenska akademija znanosti i umjetnosti), govorom koji je biskup Josip Juraj Strossmayer održao u Hrvatskome saboru i kojim su postavljeni pravni temelji za osnivanje Akademije.
Akademija je 1994. godine na izvanrednom zasjedanju skupštine utemeljila Zakladu Hrvatske akademije, donijela Odluku o osnutku i dodjeli nagrade te utvrdila Dan Hrvatske Akademije. Tom prigodom predsjednik Ivan Supek podsjetio je na njezino utemeljenje: 

Glumac Tomislav Rališ pročitao je čuvene riječi osnivatelja Akademije Josipa Jurja Strossmayera: 

## Odbor za nagrade
Skupština Hrvatske akademije znanosti i umjetnosti, na svojem zasjedanju 27. lipnja 1993. donijela je:
1. Odluku o osnutku i dodjeli nagrade Hrvatske akademije znanosti i umjetnosti za znanstvena i umjetnička dostignuća i
2. Pravilnik o radu Odbora za nagrade u postupku dodjeljivanja nagrada Hrvatske akademije znanosti i umjetnosti

## Dan Hrvatske akademije znanosti i umjetnosti
Vidi također: Dan HAZU
Hrvatska akademija svake godine 29. travnja slavi Dan Akademije u spomen na odluku Hrvatskoga sabora o osnivanju akademije znanosti. Toga se dana istaknutim pojedincima dodjeljuju Nagrade HAZU za različita područja znanstvenog i umjetničkog djelovanja, tako i za „najviša znanstvena i umjetnička dostignuća u Republici Hrvatskoj u području književnosti“. Nagrada se sastoji od plakete i povelje o dodjeli nagrade. Postupak nominiranja započinje raspisivanjem javnog natječaja Odbora za nagrade HAZU-a.

## Pregled dobitnika nagrada Hrvatske akademije znanosti i umjetnosti za razdoblje od 1994. do 2022.

### Područje društvenih znanosti
- 1993. Ljerka Schiffler-Premec
- 1994. Adalbert Rebić
- 1995. Ivan Vajić
- 1996. /
- 1997. Branko Dubravica
- 1998. Božidar Jelčić
- 1999. Nikola Gavella, Tatjana Josipović, Igor Gliha, Vlado Belaj, Zlatan Stipković
- 2000. Katarina Prpić, Branko Golub, Drago Čengić, Branimir Krištofić
- 2001. /
- 2002. /
- 2003. Jakša Barbić
- 2004./
- 2005. Stjepan Čošić i Nenad Vekarić
- 2006. Ivo Grabovac
- 2007. Stjenko Vranjican i Neven Jovanović, za knjigu: Nikola Škrlec Lomnički (1729-1799), svezak 4, objavljena 2007., zajedničko izdanje HAZU, HDA, Pravnog i Filozofskog fakulteta Sveučilišta u Zagrebu[2]
- 2008. Nagrada nije dodijeljena.[3]
- 2009. Zdenka Janeković Römer za knjigu: Benedikt Kotrulj, Libro del arte dela mercatura. Knjiga o vještini trgovanja, koju je priredila, transkribirala i prevela.[4]
- 2010. Nagrada nije dodijeljena.[5]
- 2011. Hrvoje Gračanin za knjigu "Južna Panonija u kasnoj antici i ranom srednjovjekovlju (od konca 4. do konca 11. stoljeća)", Plejada, Zagreb, 2011.[6]
- 2012. Zoran Ladić, za knjigu "Last Will: Passport to Heaven", Srednja Europa, Zagreb, 2012[7]
- 2013. Jasna Omejec, za knjigu "Konvencija za zaštitu ljudskih prava i temeljnih sloboda u praksi Europskog suda za ljudska prava", Strasbourški Acquis, Novi Informator, Zagreb, 2013.[8]
- 2014. Krešimir Kužić, za knjigu "Hrvatska obala u putopisima njemačkih hodočasnika XIV-XVII st." (Književni krug, Split, 2013.).[9]
- 2015. Mirjana Polić Bobić, za knjigu "Kalifornijski zapisi oca Ferdinanda Konšćaka iz Družbe Isusove" (Zagreb, Hrvatska sveučilišna naklada, 2015.).[10]
- 2016. Nagrada nije dodijeljena. Razred je birao između šest prijedloga. Niti jedan nije dobio dovoljan broj glasova, tako da je na kraju Razred ostao bez svog kandidata.[11]
- 2017. Nagrada nije dodijeljena.[12]
- 2018. Nagrada nije dodijeljena.[13]
- 2019. Stjepan Matković i Marko Trogrlić – za priređivanje knjige "Političke bilješke Ante Trumbića 1930. – 1938." (Hrvatski institut za povijest – Odsjek za povijest Filozofskog fakulteta, Zagreb-Split 2019., sv. 1. I sv. 2.).[14]
- 2020. Miroslav Akmadža za knjigu Franjo Kuharić: Kardinal i vlast (Profil knjiga, Zagreb, 2020.)[15]
- 2021. Katarina Horvat za knjigu Kućna služinčad u Zagrebu 1880.- 1914. (Srednja Europa d.o.o., Zagreb, 2021.)[16]
- 2022. Ivan Jurković i Violeta Moretti - za knjigu Bernardin Frankapan Modruški, Oratio pro Croatia – Govor za Hrvatsku – 500. obljetnica (Školska knjiga, Sveučilište Jurja Dobrile u Puli, Katedra Čakavskog sabora Modruše, Zagreb, 2022.)[17]
- 2023. Ante Uglešić za znanstveno djelo U potrazi za Višeslavovom krstionicom (Muzej hrvatskih arheoloških spomenika, Split, 2022.)[18]
- 2024. Branko Radonić za knjigu El Shatt – Dalmatinci u pustinji. Povijest dalmatinskog zbjega u Italiji i Egiptu 1943.–1946., opći i lokalni (vrgorski) pregled (Plejada / Synopsis / Društvo prijatelja vrgorske starine, Vrgorac–Zagreb, 2023.)[19]

### Područje prirodnih znanosti i matematike
- 1993. Ante Ljubičić
- 1994. Nikola Cindro i Bene Nižić
- 1995. Leo Klasinc, Vitomir Šunjić, Boris Šinkovec, Vera Gamulin i dr. Werner E. G. Műller
- 1996. Nenad Raos
- 1997. Biserka Kojić-Prodić, Dražena Papeš i doc. Jasna Puizina
- 1998. Mercedes Wrischer i Nikola Ljubešić i Nikola Kallay
- 1999. Zorica Veksli i Mladen Juračić
- 2000. Mirko Primc i Josip Balabanić
- 2001. Julijo Martinčić i zajednički Slobodoan Brant i Dario Vretenar
- 2002. Mladen Žinić i Zlatan Bajraktarević
- 2003. Andrej Dujella i Damir Viličić
- 2004. Ivan Bašić i grupa suradnika: Krešo Kadija, Tomislav Antičić i Tatjana Šuša
- 2005. Svetozar Musić i Ivo Velić
- 2006. Zoran Vondraček, Nada Krstulović i Mladen Šolić
- 2007. Dodijeljene su dvije nagrade:[2]

1. Antun Tonejc, za značajna dostignuća u istraživanju novih slitina, faza, faznih pretvorbi u mikrostrukturama i nanostrukturama uzoraka pripravljenih u posebno ekstremnim uvjetima[2]
2. Ivan Sondi, za područje prirodnih znanosti, polje geologija-oceanologija.[2]

- 2008. Dodijeljene su dvije nagrade:[3]

1. Dubravka Matković-Čalogović, za područje prirodnih znanosti i matematike, polje kemija[3]
2. Kristian Vlahoviček za uspješan rad u bioinformatici[3]

- 2009. Dodijeljene su dvije nagrade:[4]

1. Hrvoje Šikić, za područje prirodnih znanosti i matematike[4]
2. Mirko Orlić, za područje prirodnih znanosti (područje geoznanosti)[4]

- 2010. Dodijeljene su dvije nagrade:[5]

1. Anđelka Tonejc, za područje prirodnih znanosti i matematike, polje fizika, za izvanredna postignuća tijekom posljednjih pet godina, kao i za cijeli znanstveni opus s izrazitim odjekom u međunarodnoj znanstvenoj zajednici[5]
2. Nikola Mirošević, za područje prirodnih znanosti, za znanstveni opus i objavljene knjige u zadnjih pet godina iz područja vinogradarstva i vinarstva[5]

- 2011. Dodijeljene su dvije nagrade:[6]

1. Branko Kovač i Igor Novak za dva znanstvena rada: "Electronic structure of pesticides", i "Electronic structure of herbicides", objavljena 2011. u časopisima "Chemical Physics Letters" i "Journal of Electron Spectroscopy and Related Phenomena"[6]
2. Goran Durn za znanstveni rad "Improvements in Treatment of Waste from Petroleum Industry in Croatia", objavljen u časopisu "Journal of Energy Recources Technology", 2008.[6]

- 2012. Dodijeljene su dvije nagrade:[7]

1. Dražen Adamović, za otkrića novih konformnih ulaganja verteks-algebri i novih serija C2 konačnih verteks-algebri i super-algebri te dobivanje klasifikacije njihovih ireducibilnih reprezentacija, odnosno konstrukciju projektivnih reprezentacija W-algebri, koji su objavljeni u kompleksu znanstvenih radova[7]
2. Jakov Dulčić, za znanstvena otkrića alohtonih vrsta riba i rakova u Jadranskome moru i analize njihova potencijalnog utjecaja na autohtone populacije i na cjelokupni ekosustav Jadranskoga mora, koja su objavljena u knjizi Nove ribe Jadranskog i Sredozemnog mora (2011.) te u 12 znanstvenih radova objavljenih u CC časopisima Journal of Applied Ichthyology, Cybium, Crustaceana, Acta Ichtyologica et Piscatoria i Journal of Fish Biology[7]

- 2013. Dodijeljene su dvije nagrade:[8]

1. Amir Hamzić, za značajna znanstvena otkrića u istraživanju fizičkih svojstava oksidnih heterostruktura i spinskoga Hallova efekta u slitinama, koja ukazuju na buduća istraživanja u spintronici s izrazitim potencijalnim primjenama.[8]
2. Vladimir Zebec (u miru), za monografiju "Zbirka Trepča/Stari Trg" (Hrvatski prirodoslovni muzej u Zagrebu i Prirodoslovno-matematički fakultet Sveučilišta u Zagrebu, Zagreb, 2012.)[8]

- 2014. Dodijeljene su dvije nagrade:[9]

1. Vladislav Tomišić, za izuzetne znanstvene rezultate vezane uz razvoj novih receptora aniona, kationa i neutralnih vrsta te fizikalno-kemijsko istraživanje odgovarajućih reakcija kompleksiranja, s naglaskom na utjecaj otapala, odnosno solvatacije na ravnoteže proučavanih procesa[9]
2. Toni Nikolić, za objavljivanje izuzetno vrijednog dvovolumnog djela "Sistematska botanika – raznolikost i evolucija biljnog svijeta" (Alfa d.d., Zagreb, 2013.).[9]

- 2015. Dodijeljene su dvije nagrade:[10]

1. Eduard Marušić-Paloka, za rad koji daje teorijsko opravdanje matematičkog modela toka kroz tanko područje, a objavljen je u nizu od 11 članaka objavljenih u periodu od zadnjih 5 godina u prestižnim međunarodnim časopisima, od kojih posebno ističemo "Journal of NonNewtonian Fluid Mechanics".[10]
2. Tvrtko Korbar, za rad: "Potential Cretaceous-Paleogene boundary tsunami deposit in the intra-Thetyan Adriatic Carbonate Platform section of Hvar" (Dalmatia, Croatia) – Geological Society of America Bulletin, 127/11-12, 1666-1680.[10]

- 2016. Dodijeljene su dvije nagrade:[11]

1. Marko Kralj za niz radova koji se mogu objediniti pod nazivom "Istraživanja kemijski i strukturno modificiranog kvazislobodnostojećeg epitaksijskog grafena"[11]
2. Branka Salopek Sondi za niz radova koji se mogu objediniti pod zajedničkim nazivom "Funkcija, regulacija i moguća primjena biljnih bioaktivnih molekula".[11]

- 2017. Dodijeljene su dvije nagrade:[12]

1. Mira Ristić, za 37 objavljenih originalnih znanstvenih radova u međunarodnim časopisima u posljednjih pet godina, koji predstavljaju zaokruženu cjelinu te se mogu objediniti pod zajedničkim naslovom "Sustavno istraživanje sinteze, mikrostrukture te fizičkih i kemijskih svojstava nanočestica i nanoniti metalnih oksida"[12]
2. Vlasta Ćosović, za rad "Development of transient carbonate ramps in an evolving foreland basin. Basin research" (DOI:10.1111/bre. 12274)[12]

- 2018. Dodijeljene su dvije nagrade:[13]

1. Zlatko Drmač, za niz od 10 znanstvenih radova objavljenih u periodu od zadnjih pet godina u međunarodnim časopisima, od kojih posebno ističemo ACM Transactions on Mathematical Software i SIAM Journal on Scientific Computing, povezanih u znanstvenu cjelinu pod nazivom "Razvoj robusnih numeričkih metoda linearne algebre za znanstveno računanje s primjenama u prirodnim i inženjerskim znanostima"[13]
2. Nikola Pernar, za knjigu "Tlo – nastanak, značajke, gospodarenje" (Sveučilište u Zagrebu, Šumarski fakultet, Zagreb, 2017.)[13]

- 2019. Vernesa Smolčić – za skup od 6 znanstvenih radova koje je objavila u 2017. godini u posebnom izdanju časopisa Astronomy and Astrophysics, a koji se baziraju na pregledu neba u radio području usmjerenom prema COSMOS polju, pomoću Karl G. Jansky VLA radio teleskopa u Novom Meksiku u SAD-u.[14]

### Područje matematičkih, fizičkih i kemijskih znanosti
- 2020. Ivo Piantanida za izvanredan znanstveni opus od 52 rada objavljena u periodu 2016. – 2020. te za otkriće selektivnog višenamjenskog senzora za DNA, RNA i proteine, objavljeno 2020. u znanstvenom časopisu Chemistry A European Journal.[15]
- 2021. Marcela Hanzer za izuzetne recentne znanstvene doprinose u teoriji reprezentacija klasičnih p-adskih grupa i teoriji automorfnih formi te Langlandsovom programu koji uključuju potpuno određivanje polova degeneriranih Eisensteinovih redova za klasične grupe i one koje dolaze od Jordanovih algebri, potpun i eksplicitan opis theta liftova dualnih parova tipa I klasičnih p-adskih grupa, potpun i eksplicitan opis theta liftova reprezentacija koje imaju Whittakerov model te problema smještavanja reprezentacija s Whittakerovim modelima u standardne module i teoriji R-grupa za etaplektičke grupe; objavljeno u nizu od 6 radova u periodu od 2018. do 2021. u prestižnim međunarodnim časopisima.[16]
- 2022. Hrvoje Buljan za razvoj teorije nelinearnih i međudjelujućih topoloških sustava i otkrića nelinearnih topoloških pojava u tim sustavima, djelo objavljeno u posljednjih 5 godina u seriji od pet znanstvenih članaka u prestižnim svjetskim znanstvenim časopisima koji čine znanstvenu cjelinu.[17]
- 2023. Krunoslav Užarević za izuzetne recentne znanstvene doprinose razvoju održive mehanokemijske sinteze i nekonvencionalnih poroznih koordinacijskih materijala četvrte generacije.[18]
- 2024. Filip Najman za dokaz modularnosti eliptičkih krivulja nad kubičnim poljima te klasifikaciju torzijskih skupina i stupnjeva izogenija eliptičkih krivulja nad poljima malog stupnja.[19]

### Područje prirodnih znanosti
- 2020. Dodijeljene su dvije nagrade:[15]

1. Jadranka Šepić za znanstvena istraživanja o postanku meteoroloških tsunamija, njihovom gibanju u raznim morima te transformaciji u obalnom području, objavljena u 15 članaka u posljednjih 5 godina,
2. Ivica Kisić za djelo Antropogena erozija tla (Agronomski fakultet Sveučilišta u Zagrebu, Zagreb, 2016.) te 28 radova na istu temu, referiranih u bazi znanstvenih podataka Web of Science,

- 2021. Petra Bajo - za znanstvena istraživanja o paleoklimatskim promjenama tijekom prošlosti na temelju geokemijskih značajki siga, objavljena u 24 znanstvena rada u posljednjih 5 godina te za otkriće uloge orbitalnih parametara Zemlje na razvoj i trajanje prijelaza između hladnijih i toplijih razdoblja (glacijala i interglacijala) u pleistocenu, objavljeno 2020. u znanstvenom časopisu Science (čimbenik odjeka 41,85)[16]
- 2022. Melita Peharda Uljević za značajan doprinos poznavanju bioloških i ekoloških značajki školjkaša te sklerokronologiji školjkaša i riba, ostvaren kroz objavljivanje 27 znanstvenih radova u posljednjih 5 godina, od kojih su 22 rada vezana uz školjkaše, a 5 za ribe.[17]
- 2023. Sanja Faivre za istraživanja algnih vijenaca kao markera promjene morske razine visoke razlučivosti i kvantifikaciju procesa koji utječu na relativnu promjenu morske razine.[18]
- 2024. Zlatko Šatović za analizu morfološke, biokemijske i genetske raznolikosti biljnih populacija kroz 58 znanstvenih radova objavljenih u posljednjih pet godina.[19]

### Područje medicinskih znanosti
- 1993. Radan Spaventi, Sanja Kapitanović i Asim Kurjak
- 1994. Sabina Rabatić, dr. med. Alenka Gagro i Igor Auer
- 1995. Ljiljana Pinter i Pero Lučin
- 1996. Zvonko Kusić
- 1997. Danijel Rukavina i skupina suradnika Istraživačkog instituta Plive d.d., i to: Slobodan Đokić, Gabrijela Kobrehel, * Gorjana Radobolja-Lazarevski i Zrinka Tamburašev za otkriće novog antibiotika azitoromicina
- 1998. Maria Stefanija Antica
- 1999. Antun Tucak
- 2000. Branko Vitale
- 2001. Alemka Markotić
- 2002. Stipan Jonjić
- 2003. Željko Dujić
- 2004. Mirna Šitum
- 2005. Vladimir Savić
- 2006. Siniša Volarević
- 2007. Eduard Vrdoljak, za područje biomedicine i zdravstva, polje kliničke znanosti[2]
- 2008. Goran Šimić za znanstveno dostignuće u istraživanju spinalne mišićne atrofije[3]
- 2009. Davor Miličić, za područje medicinskih znanosti[4]
- 2010. Željko Cvetnić za iznimna znanstvena dostignuća trajne vrijednosti iz područja veterinarske medicine, odnosno mikrobiologije[5]
- 2011. Bojan Polić za znanstveno otkriće objavljeno 2009. u znanstvenom časopisu "Immunity" pod naslovom: "Altered NK cell development and enhanced NK cell-mediated resistance to mouse cytomegalovirus in NKG2D-deficient mice"[6]
- 2012. Nela Pivac, za znanstveni doprinos i otkrića koja predstavljaju doprinos razumijevanju molekularne podloge i liječenju neuropsihijatrijskih poremećaja i poremećenih ponašanja kao što je suicidalno ponašanje, objavljena u 2 (dva) znanstvena rada gdje su prikazane raznovrsne i vrlo važne uloge moždanog neurotrofnog 4 čimbenika u suicidalnom ponašanju i razvoju psihoza, a koji čine tematsku cjelinu[7]
- 2013. Zdravko Petanjek, za značajna znanstvena otkrića o odgođenoj maturaciji dendrita asocijativnih neurona tijekom ranog djetinjstva u čovjeka.[8]
- 2014. Marijan Klarica, za znanstveni doprinos izuzetnog značenja objavljen u dva originalna znanstvena rada (Klarica M. i sur. Neurosci 2013; 248:278-289 i Klarica M. i sur. Plos One 2014; 9(4): e95229. doi: 1371/journal.pone. 0095229), koji temeljito nadopunjuju i zaokružuju novi koncept fiziologije i patofiziologije likvora i intrakranijskog tlaka.[9]
- 2015. Lovorka Grgurević, za znanstveni doprinos izuzetnog značenja objavljen u znanstvenom radu (Grgurević L. et al. Journal of American Society of Nephrology 22 : 681-692, 2011) za otkriće BMP1 enzima u cirkulaciji bolesnika s kroničnom bolesti bubrega koji uzrokuje stvaranje fibroznog tkiva te ubrzava gubitak bubrežne funkcije. Time je nađena nova ciljna molekula za razvoj prvog lijeka protiv stvaranja fibroznog tkiva u kroničnim bolestima čovjeka.[10]
- 2016. Maja Valić za rad objavljen u "Experimental Physiology" (101.2 (2016) pp. 319-331): "Intermittent hypercapnia-induced phrenic long-term depression in revealed after serotonin receptor blockade with methysergide in anaesthetized rats".[11]
- 2017. Mislav Vrsalović, za rad "Prognostic effect of cardiac troponim elevation in acute aortic dissection. A meta-analysis" (International Journal of Cardiology 2016, 214: 277–278, Q1, IF 6,2), u kojem je prvi put dokazana prognostička uloga srčanog troponima u bolesnika s akutnim aortalnim sindromom[12]
- 2018. Nagrada nije dodijeljena.[13]
- 2019. Felix Wensveen – za znanstveno postignuće u području medicinskih znanosti za znanstvene radove u otkriću mehanizama interakcije između imunološkog i endokrinog sustava u debljini i infekciji koji dovode do progresije razvoja šećerne bolesti tipa 2.[14]
- 2020. doc. Vedran Velagić za 25 znanstvenih radova iz područja liječenja fibrilacije atrija, koji su objavljeni tijekom posljednjih 5 godina.[15]
- 2021. Ivana Tlak Gajger - za znanstveno dostignuće objavom 30 znanstvenih članaka u posljednjih 5 godina (2017.-2021.), koji čine jednu tematsku cjelinu označenu naslovom biologija i patologija pčela.[16]
- 2022. Goran Augustin za 11 znanstvenih radova na temu akutnih abdominalnih stanja u trudnoći, objavljenih u posljednjih 5 godina te monoautorski udžbenik Acute Abdomen During Pregnancy, drugo dopunjeno izdanje (Springer, 2nd ed. 2018).[17]
- 2023. Stella Fatović-Ferenčić za sintezu o znanstveno-stručnom i kulturno-povijesnom značenju časopisa Liječnički vjesnik, prikazanu u autorskoj knjizi i člancima.[18]
- 2024. Željka Krsnik za seriju radova o ranim regionalnim razlikama u molekularnim biljezima laminarnog identiteta moždane kore fetusa čovjeka (2020. – 2024.).[19]

### Područje filoloških znanosti
- 1993. /
- 1994. /
- 1995. Šime Jurić
- 1996. /
- 1997. Dragica Malić
- 1998. Mario Grčević
- 1999. Josip Lisac
- 2000. Darko Novaković
- 2001. Ranko Matasović
- 2002. Milan Mihaljević
- 2003. Nada Vajs
- 2004. Zef Mirdita
- 2005. doc. Mira Menac-Mihalić
- 2006. Amir Kapetanović
- 2007. Mateo Žagar, za knjigu Grafolingvistika srednjovjekovnih tekstova, Matica hrvatska, Zagreb, 2007.[2]
- 2008. Aleksandar Stipčević za knjigu Socijalna povijest knjige u Hrvata I. - III. (Školska knjiga, 2008.).[3]
- 2009. Daniel Bučan za knjigu: Kako je filozofija govorila arapski.[4]
- 2010. Darija Gabrić-Bagarić za knjigu: Na ishodištu hrvatske leksikografije 3. za područje filoloških znanosti[5]
- 2011. Nagrada nije dodijeljena[6]
- 2012. Iva Lukežić, za knjigu: "Zajednička povijest hrvatskih narječja, 1. Fonologija", Hrvatska sveučilišna naklada, Filozofski fakultet u Rijeci, Katedra Čakavskog sabora Grobnišćine, 2012.[7]
- 2013. Marija Turk, za knjigu "Jezično kalkiranje u teoriji i praksi. Prilog lingvistici jezičnih dodira." (Hrvatska sveučilišna naklada – Filozofski fakultet u Rijeci, Zagreb – Rijeka, 2013.)[8]
- 2014. Nagrada nije dodijeljena.[9]
- 2015. Bojan Marotti, za djelo "Značenje nadslovaka u Vitezovićevu Lexiconu" (ArTresor, Zagreb, 2013.)[10]
- 2016. Ana Kovačević za djelo "Negacija od čestice do teksta – usporedna i povijesna raščlamba negacije u hrvatskoglagoljskoj pismenosti" (Staroslavenski institut, Zagreb, 2016.).[11]
- 2017. Vladimir Rezar, za knjigu "Damiani Benessae Poemata" (Književni krug Split – Marulianum, Split, 2017.)[12]
- 2018. Ankica Čilaš Šimpraga, za knjigu "Rječnik suvremenih hrvatskih osobnih imena" (Institut za hrvatski jezik i jezikoslovlje, Zagreb, 2018.)[13]
- 2019. Ivan Andrijanić – za knjigu "Gramatika sanskrta" (Zagreb, Školska knjiga, 2019.).[14]
- 2020. Vera Blažević Krezić za objavljenu knjigu Književnimi radnjami za crkvu i domovinu. O novocrkvenoslavenskome jeziku Parčićeva misala iz 1893. (Matica hrvatska, Zagreb, 2020.).[15]
- 2021. Ekrem Čaušević - za knjigu: "Ustroj, sintaksa i semantika infinitnih glagolskih oblika u turskom jeziku. Turski i hrvatski jezik u usporedbi i kontrastiranju" (Ibis grafika, Zagreb, 2018.)[16]
- 2022. Anja Nikolić-Hoyt za metodološku obnovu i izradu novih svezaka te poglavito za 15. svezak Benešićeva Rječnika hrvatskoga književnoga jezika od preporoda do I. G. Kovačića (ta-uljudba) (Hrvatska akademija znanosti i umjetnosti, Zagreb, 2022.).[17]
- 2023. Šime Demo za znanstvenu cjelinu Studije o latinskoj makaronskoj književnosti (knjige i članci 2019.–2023.).[18]
- 2024. Josip Galić za knjigu Sintaksa imperativnih rečenica u hrvatskome crkvenoslavenskom jeziku (Hrvatska sveučilišna naklada – Staroslavenski institut, Zagreb, 2023.).[19]

### Područje književnosti
- 1993. književnik Miroslav Slavko Mađer
- 1994. nije dodijeljena
- 1995. Luko Paljetak
- 1996. Mirko Tomasović
- 1997. Dunja Fališevac
- 1998. Krešimir Nemec
- 1999. književnik Nikica Petrak
- 2000. književnica Irena Vrkljan
- 2001. Cvjetko Milanja
- 2002. književnica Andriana Škunca
- 2003. Milivoj Solar
- 2004. književnik Zvonimir Mrkonjić
- 2005. Zvonimir Bartolić
- 2006. književnica Vesna Krmpotić
- 2007. Ivica Matičević, za knjigu: Prostor slobode – književna kritika u zagrebačkoj periodici od 1941. do 1945., Matica hrvatska, Zagreb, 2007.[2]
- 2008. Božidar Violić za knjigu 'Isprika' (Naklada Ljevak, 2008.)[3]
- 2009. Zoran Kravar, za knjigu: Uljanice i duhovi.[4]
- 2010. Jasna Horvat, za roman AZ[20][5]
- 2011. Miro Gavran, za roman Kafkin prijatelj, Mozaik knjiga, Zagreb, 2011.[21][6]
- 2012. Dubravka Oraić Tolić, za knjigu Akademsko pismo. Strategije i tehnike klasične retorike za suvremene studentice i studente, Naklada Ljevak, Zagreb, 2011.[7]
- 2013. Stipe Botica, za knjigu: Povijest hrvatske usmene književnosti, (Školska knjiga, Zagreb, 2013.)[8]
- 2014. Luka Bekavac, za knjigu Viljevo (Fraktura, Zagreb, 2013.)[9]
- 2015. Antun Česko, za knjigu Za Kranjčevića. Od arhivacije do kanonizacije (Matica hrvatska - ogranak Dubrovnik, Zagreb, 2015.)[10]
- 2016. Nikola Đuretić za knjigu Posljednja predaja (Naklada Đuretić, Zagreb, 2016.)[11]
- 2017. Gordana Benić, za zbirku "Nebeski ekvator" (Matica hrvatska, Zagreb, 2015.).[12]
- 2018. Ratko Cvetnić, član suradnik, za knjigu "Blato u dvorištu" (Mozaik knjiga, Zagreb, 2018.);[13]
- 2019. Dolores Grmača – za knjigu "Nevolje s tijelom. Alegorija putovanja od Bunića do Barakovića" (Zagreb, Matica Hrvatska 2015.).[14]
- 2020. Evelina Rudan za knjigu Smiljko i ja si mahnemo (balada na mahove) (Fraktura, Zaprešić, 2020.).[15]
- 2021. Ivan Lovrenović za knjigu Putovi su, snovi li su (Fraktura, Zagreb, 2019.)[16]
- 2022. Robert Međurečan za knjigu Domovina to go (Sandorf, Zagreb, 2022.)[17]
- 2023. Radomir Venturin za zbirku pjesama Za srokom okom i to okomito (Matica hrvatska, Zagreb, 2023.).[18]
- 2024. Žarko Paić za četveroknjižje Tehnosfera: teoretiziranje umjetnosti i umjetna inteligencija (2021.–2023.).[19]

### Područje likovnih umjetnosti
- 1993. Ivan Šebalj (slikar)
- 1994. Ivan Lovrenčić
- 1995. Lelja Dobronić, Antun Ulrich i Dubravka Beritić
- 1996. kipar Branko Ružić
- 1997. Bruno Milić
- 1998. slikar Oton Gliha
- 1999. slikar Ivan Picelj
- 2000. slikar Julije Knifer
- 2001. slikar Mladen Pejaković
- 2002. kipar Ivan Lesiak
- 2003. arhitekt Dinko Kovačić
- 2004. arhitekti Bojana Bojanić Obad Šćitaroci i Mladen Obad Šćitaroci
- 2005. slikar Mladen Galić
- 2006. slikar Dean Jokanović Toumin
- 2007. akademski slikar Ante Kuduz za cjelokupni slikarski opus, a u povodu velike retrospektivne izložbe održanje u srpnju 2007. u Gliptoteci HAZU[2]
- 2008. Doris Baričević za knjigu Barokno kiparstvo sjeverne Hrvatske (Institut za povijest umjetnosti i Školska knjiga, 2008.)[3]
- 2009. povjesničar umjetnosti Joško Belamarić, za svoj prilog znanosti iz područja povijesti umjetnosti.[4]
- 2010. povjesničar umjetnosti Miljenko Domijan, za cjelokupni rad kao prilog znanosti iz područja humanističkih znanosti, polje povijest umjetnosti, grana zaštita kulturnih dobara[5]
- 2011. Katarina Horvat-Levaj, Doris Baričević i Mirjana Repanić-Braun za knjigu "Akademska crkva sv. Katarine u Zagrebu", Institut za povijest umjetnosti, Zagreb, 2011.[6]
- 2012. akademski slikar Josip Pino Trostmann, za sinteznu izložbu "Intimna i intuitivna biografija jednog dubrovačkog slikara", koja je održana 2012. u sklopu 63. Dubrovačkih ljetnih igara,[7]
- 2013. arhitekti Vinko Penezić i Krešimir Rogina za zajedničku nagradu za "Kuću japansko-hrvatskog prijateljstva", kao jedinstveni primjer realizacije hrvatske arhitekture u inozemnom kontekstu (Tokamachi, Japan).[8]
- 2014. akademski slikar/kipar Šime Perić, za retrospektivnu izložbu njegovih radova koja je priređena tijekom posljednje dvije godine u Zagrebu i Splitu[9]
- 2015. Dragan Damjanović, za izložbu "Herman Bollé – graditelj hrvatske metropole" (2015.).[10]
- 2016. Damir Fabijanić za izložbu "Dubrovnik – Ville illustre, classée au patrimoine mondial de l’UNESCO", održanu u Rueilu od 6. rujna do 1. listopada 2016.[11]
- 2017. Josip Biffel, za sljedeća djela koja je ostvario u posljednjih pet godina: dva mozaika u crkvi u Vitezu u Bosni i Hercegovini, sedam vitraja u novoizgrađenoj crkvi u Mićevcu u Turopolju te četrnaest slika koje prikazuju postaje Križnog puta u crkvi sv. Leopolda Mandića u Splitu.[12]
- 2018. akademski kipar Petar Barišić, za rad "Slomljeni pejsaž – spomenička skulptura fotografu i televizijskom snimatelju Gordanu Ledereru", otkriven u kolovozu 2016. na brdu Čukur iznad Hrvatske Kostajnice[13]
- 2019. Mario Beusan, arhitekt – za ciklus arhitektonskih muzejskih izložbenih postava od 2015. – 2019. godine.[14]
- 2020. Boris Ljubičić za seriju izložbi održanih 2017. i 2018. u Zagrebu, Splitu, Puli, Varaždinu, Berlinu i Lyonu (20. 11. 2019. do 1. 3. 2020.) te za knjigu Logo protiv kaosa (Naklada Hrvatskoga dizajnerskog društva, Zagreb, 2019.).[15]
- 2021. Milan Bešlić – za autorstvo izložbi i promociju umjetničkog djela akademika Ede Murtića uz stogodišnjicu njegova rođendana.[16]
- 2022. Zlatko Karač i doc. Alen Žunić za knjigu Islamska arhitektura i umjetnost u Hrvatskoj – osmanska i suvremena baština (Arhitektonski fakultet Sveučilišta u Zagrebu, UPI-2M Plus, Zagreb, 2018.).[17]
- 2023. Mara Marić za monografiju Otok na kojem cvjetaju limuni – Vrtovi nadvojvode Maksimilijana Habsburškog na otoku Lokrumu (Sveučilište u Dubrovniku / Matica hrvatska Dubrovnik, 2022.).[18]
- 2024. Jasminka Najcer Sabljak i Silvija Lučevnjak za izložbu i katalog Umjetnost slavonskog plemstva – vrhunska djela europske baštine (Galerija Klovićevi dvori, Zagreb, 2021.).[19]

### Područje glazbenih umjetnosti
- 1993. Frano Parać
- 1994 /
- 1995. Stanko Horvat
- 1996. /
- 1997. /
- 1998. Marija Riman i Petar Antun Kinderić
- 1999. Igor Kuljerić
- 2000. Frano Parać
- 2001. Zoran Juranić
- 2002. Mirjana Babić-Siriščević
- 2003. Hana Breko
- 2004. maestro Krešimir Šipuš
- 2005. skladatelj i pijanist Nikola Glassl
- 2006. Vjera Katalinić
- 2007. Marko Ruždjak, član suradnik HAZU, za kompoziciju: La Frontera, za sopran i komorni orkestar, koja je izvedena 2007. prošle godine na Muzičkom bijenalu u Zagrebu.[2]
- 2008. član suradnik Ennio Stipčević za knjigu Francesco Sponga-Usper (MIC, 2008.)[3]
- 2009. Mladen Tarbuk, za balet Tramvaj zvan čežnja, za područje glazbene umjetnosti.[4]
- 2010. Grozdana Marošević za knjigu: Glazba četiriju rijeka[5]
- 2011. Berislav Šipuš, skladatelj i dirigent, za kompoziciju "AD TE…, Concertino za violončelo i gudače" (praizvedba: Ljubljana, 2010., prva izvedba u Republici Hrvatskoj: Glazbena tribina Opatija, 5. studenoga 2011.).[6]
- 2012. Davorka Radica, za knjigu: "Ritamska komponenta glazbe 20. stoljeća", Umjetnička akademija u Splitu, 2011. Davorka Radica[7]
- 2013. Zoran Juranić, član suradnik HAZU, za operu "Posljednji ljetni cvijet".[8]
- 2014. Ivana Tomić Ferić, za knjigu "Julije Bajamonti: Glazbeni rječnik" (Hrvatsko muzikološko društvo, Zagreb, 2013.).[9]
- 2015. Davorin Kempf, za djelo "Simfonijski stavak za orgulje i orkestar", u izdanju Muzičkog informativnog centra, 2015.[10]
- 2016. Vjera Katalinić, članica suradnica, za dvojezično (hrvatsko-englesko) izdanje "Sorkočevići: dubrovački plemići i glazbenici" (Muzički informativni centar Koncertne direkcije Zagreb, Zagreb, 2014.).[11]
- 2017. Olja Jelaska, za skladbu "Modri val" za simfonijski orkestar (izvedenu 8. svibnja 2014. u Koncertnoj dvorani Vatroslava Lisinskog)[12]
- 2018. Nagrada nije dodijeljena.[13]
- 2019. Ante Knešaurek – za djelo Koncert za klavir i orkestar, nastao po narudžbi 40. Osorskih glazbenih večeri, a praizveden na koncertu otvorenja festivala 19. srpnja 2015. u interpretaciji pijanista Filipa Faka i Simfonijskog orkestra HRT-a pod ravnanjem maestra Aleksandra Markovića.[14]
- 2020. Sanja Majer-Bobetko za knjigu Hrvatska glazbena historiografija od početka 20. stoljeća do 1945. godine (Hrvatsko muzikološko društvo, Zagreb, 2019.).[15]
- 2021. Mladen Tarbuk - za skladbu Sinfonia, praizvedba 27. travnja 2017. u okviru Muzičkog biennala, na koncertu Simfonijskog orkestra HRT, pod ravnanjem Pierre-André Valadea.[16]

### Područje glazbenih umjetnosti i muzikologije
- 2022. Katja Radoš-Perković – za djelo Luca Sorgo: Memoriae / Dnevnik Luke Sorkočevića (1781-1782) (Hrvatsko muzikološko društvo, Zagreb, 2021.)[17]
- 2023. Srećko Bradić za skladbu Druga simfonija, praizvedenu 19. listopada 2023. u Koncertnoj dvorani Vatroslava Lisinskog.[18]
- 2024. Rozina Palić Jelavić za monografiju Ivan pl. Zajc, Hrvatska nacionalna povijesna operna trilogija: Mislav – Ban Leget – Nikola Šubić Zrinjski (Hrvatsko muzikološko društvo, Zagreb, 2023.).[19]

### Područje tehničkih znanosti
- 1993. Vladimir Muljević
- 1994. Rajko Pfaff i Tugomir Šurina
- 1995. Roko Cebalo, Hrvoje Babić i Tomislav Kelemen
- 1996. Dragutin Taboršak, Ante Šantić i Tomislav Lovrić
- 1997. Danilo Feretić
- 1998. Stjepan Jecić
- 1999. Nikola Šerman
- 2000. Tomislav Filetin
- 2001. Želimir Sladoljev
- 2002. Vedran Žanić
- 2003. Fabijan Radonić
- 2004. Zijad Haznadar
- 2005. Jurica Sorić
- 2006. Branko Novaković
- 2007. Jasna Prpić Oršić i Većeslav Čorić, za knjigu: Pomorstvenost plovnih objekata, Sveučilište u Rijeci, Rijeka 2006.[2]
- 2008. Andrej Korbar za knjigu Podmorničarstvo - 100 godina (Laurana, 2007.)[3]
- 2009. Janoš Kodvanj, za znanstveno dostignuće od izuzetnog i trajnog značenja za RH, za područje tehničkih znanosti.[4]
- 2010. Josip Brnić za znanstveno dostignuće od izuzetnog i trajnog značenja za RH, za područje tehničkih znanosti, polje: strojarstvo i brodogradnja, temeljne tehničke znanosti, grana: opće strojarstvo, konstrukcija plovnih i pučinskih objekata i tehnička mehanika[5]
- 2011. Nagrada nije dodijeljena[6]
- 2012. Sanja Steiner, za znanstveni doprinos – rezultate istraživanja korelacije zračnog prostora, kapaciteta i protoka u europskom sustavu upravljanja zračnim prometom s ciljem optimizacije efikasnosti leta civilne zrakoplovne operative, koji su objavljeni u kompleksu znanstvenih radova u razdoblju 2008. – 2012. godine[7]
- 2013. Davor Romić za biotehnološka postignuća u području melioracije i gospodarenja vodom[8]
- 2014. Šime Malenica, za ostvareno djelo na području razvoja hidroelastičnosti brodskih konstrukcija pod nazivom: "Suvremene metode za hidroelastičnu analizu i projektiranje konstrukcije ultra velikih brodova", a posebno za vrlo vrijedne radove objavljene u uglednim međunarodnim publikacijama u posljednjih 5 godina, koji čine jednu cjelinu.[9]
- 2015. Dragan Kovačević, za djela nastala u razdoblju od pet godina (značajna znanstvena postignuća koja je predloženik ostvario u proteklom petogodišnjem razdoblju 2011. – 2015.) prije raspisivanja natječaja, a među kojima se posebno ističe njegova recentna knjiga "Tehnologija kulena i drugih fermentiranih kobasica" (Prehrambeno-tehnološki fakultet Osijek, Osijek, 2014.); jedinstveno djelo na nacionalnoj razini iz područja unapređenja tehnologije, kvalitete i sigurnosti tradicionalnih mesnih proizvoda.[10]
- 2016. Ivo Alfirević, professor emeritus, za znanstvenu monografiju "Povijest mehanike u okviru prirodne filozofije od Talesa do Leonarda da Vincija" (Sveučilište u Zagrebu, Fakultet strojarstva i brodogradnje, Zagreb, 2016.).[11]
- 2017. Ivan Petrović, za znanstveno postignuće u istraživanju algoritama za sustave autonomije mobilnih robota, čija je svrha osiguravanje autonomne navigacije mobilnih robota u nepoznatim i dinamičkim prostorima te autonomno obavljanje raznih korisnih poslova umjesto ljudi ili u suradnji s ljudima, objavljeno u 9 znanstvenih radova koji čine znanstvenu cjelinu pod nazivom "Algoritmi za sustave autonomije mobilnih robota".[12]
- 2018. Hrvoje Pandžić, za 20 znanstvenih radova objavljenih u međunarodnim časopisima povezanih u znanstvenu cjelinu pod nazivom "Povećanje učinkovitosti pogona i integracije obnovljivih izvora energije korištenjem spremnika energije".[13]
- 2019. Igor Kuzle – za znanstvene radove u primjeni različitih koncepata upravljanja naprednim elektroenergetskim mrežama u svrhu povećanja fleksibilnosti elektroenergetskog sustava te omogućavanja masovne integracije obnovljivih izvora energije.[14]
- 2020. Hrvoje Kozmar za znanstvenu cjelinu pod nazivom Geofizička i industrijska strujanja fluida i njihov utjecaj na inženjerske konstrukcije i vozila, koja se sastoji od ukupno 30 radova objavljenih u prethodnih 5 godina, i to za 28 znanstvenih članaka u relevantnim međunarodnim časopisima i 2 poglavlja u knjigama.[15]
- 2021. Jonatan Lerga - za djelo Napredni postupci digitalne obrade signala i strojnog učenja, znanstvenu cjelinu s 28 radova, od kojih je 13 objavljeno u časopisima kategorije Q1, 11 u časopisima kategorije Q2, a Lerga prvi je autor pet i drugi autor deset radova.[16]
- 2022. nagrada nije dodijeljena[17]
- 2023. Marko Čanađija za djelo Termomehanička sprega u čvrstim tijelima i strukturama (knjiga i sedam znanstvenih članaka, 2019. – 2023.).[18]
- 2024. Siniša Šegvić za cjelinu od 8 časopisnih i 11 konferencijskih radova Robusne i učinkovite metode razumijevanja prirodnih scena (2020. – 2024.).[19]